# Бача-при-Подбрду
Бача-при-Подбрду (словен. Bača pri Podbrdu) — поселення в общині Толмин, Регіон Горишка, Словенія. Висота над рівнем моря: 749,6 м. Розташоване в горах вище Подбрдо.